# Хьельсен, Александер Хаммер
Александер Хаммер Хьельсен (норв. Aleksander Hammer Kjelsen; 3 января 2006) — норвежский футболист, центральный защитник клуба «Волеренга».

## Клубная карьера
Выступал за молодёжные команды клубов «Берумс Верк Хёугер» и «Волеренга». В январе 2021 года 15-летний игрок подписал с «Волеренгой» свой первый профессиональный контракт. 16 мая 2023 года дебютировал в основном составе «Волеренги» в матче норвежской Элитсерии против клуба «Хам-Кам».

## Карьера в сборной
Выступал за сборные Норвегии до 15, до 16, до 17 и до 18 лет.